# Savojské Alpy
Savojské Alpy (francouzsky Alpes de Savoie) jsou pohoří
na severozápadě Alp, ve Francii a v menší míře také ve Švýcarsku. Jsou součástí Západních Alp.
Nejvyšší horou je Dents du Midi s nadmořskou výškou 3 257 metrů.

## Geologie
Horské pásmo vzniklo především z helvetských příkrovů, v období jury a křídy. Hlavní horninou jsou vápence, méně slínovce. Savojské Alpy nedosahují takových výšek jako okolní nejvyšší horské masivy Alp a tvoří rozsáhlé pásmo alpského předhůří.

## Členění
- Aiguilles Rouges
- Bauges-Bornes
- Giffre
- Chablais
- Chartreuse